# Ojeda (Burgos)
Ojeda es una localidad española perteneciente al municipio de Rucandio, en la provincia de Burgos, comunidad autónoma de Castilla y León.

## Geografía

### Ubicación

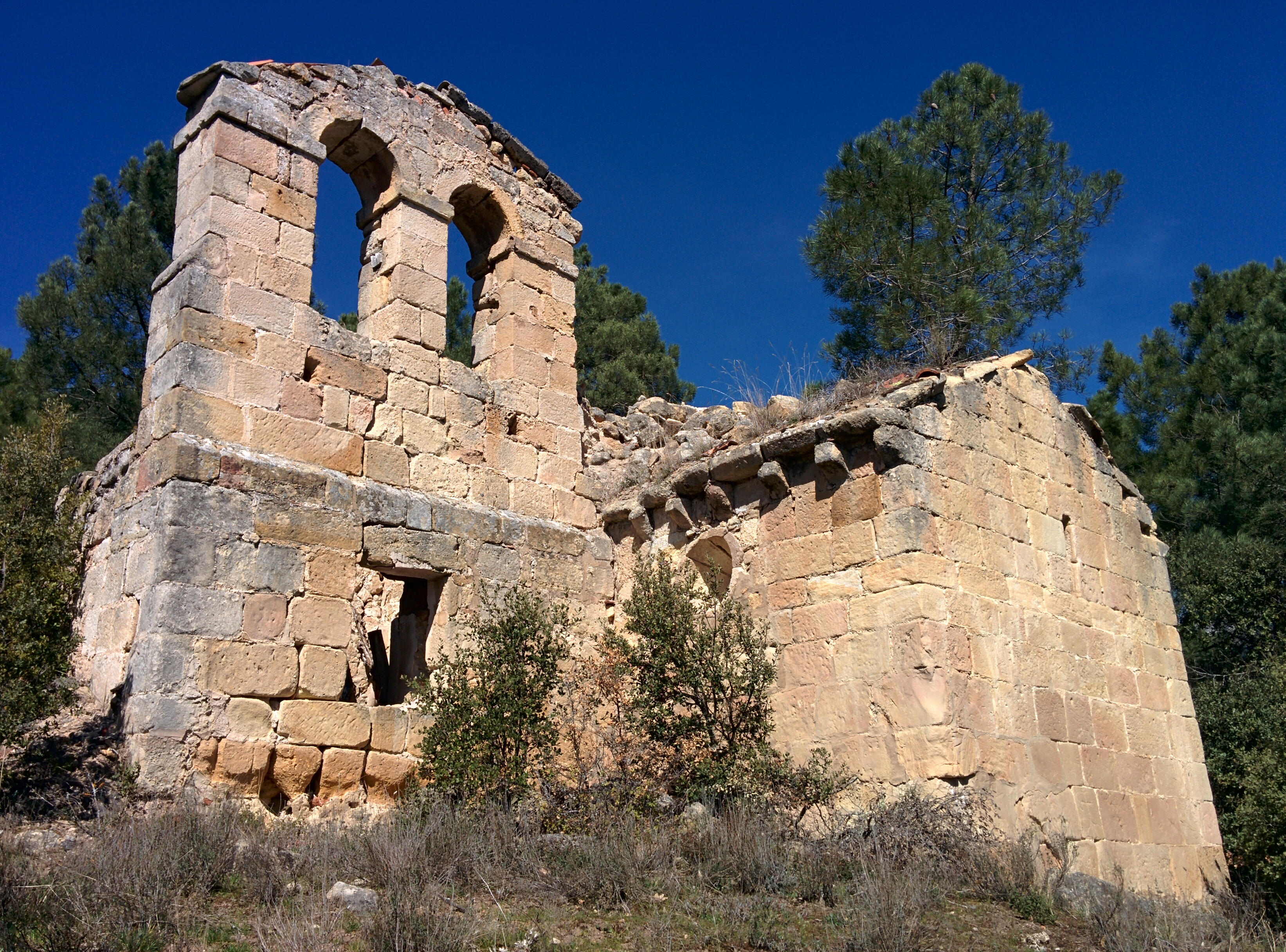
Ruinas de la iglesia de San Lorenzo

| Noroeste: Madrid de las Caderechas | Norte: Herrera de Valdivielso | Noreste: Herrera de Valdivielso |
| Oeste: Rucandio                    |                               | Este: Quintanaopio              |
| Suroeste Hozabejas                 | Sur: Río Quintanilla          | Sureste: Quintanaopio           |

## Demografía
Evolución de la población
| Gráfica de evolución demográfica de Ojeda entre 2000 y 2017        |
|                                                                    |
| Población de derecho (2000-2017) según el padrón municipal del INE |

## Historia
Así se describe a Ojeda en el tomo XII del Diccionario geográfico-estadístico-histórico de España y sus posesiones de Ultramar, obra impulsada por Pascual Madoz a mediados del siglo XIX:

Villa en la provincia, diócesis, audiencia territorial y capitanía general de Burgos (9 leguas), partido judicial de Briviesca (5) y ayuntamiento de Rucandio; se halla situada en una ladera defendida del viento N por una cuesta de piedra calcárea, siendo su clima bastante templado y saludable. Tiene 10 casas de un solo piso y regular construcción; varios manantiales en el término, y 1 iglesia parroquial (San Lorenzo) servida por 1 cura párroco y 1 sacristán; los vecinos se surten de agua para sus usos de un riachuelo que corre inmediato a la población y desciende de la parte de Quintanaopio, dirigiéndose a Cantabrana, donde recibe el nombre de Caderechano. Confina el término con los de Cantabrana, Rucandio y Quintanaopio. El terreno es montuoso, pedregoso y secano, si bien la mayor parte del que se cultiva podría ser de regadío; los montes se hallan poblados de pinos, carrascos de encina y otra malezas, que se utilizan para combustible; y su sueldo produce también pastos para los ganados; cruza por el término y en dirección de S a N el expresado riachuelo, con cuyas aguas se riegan algunas hortalizas y linos. Caminos: son locales y se hallan en mal estado. Producciones: trigo, centeno, maíz, alubias y otras legumbres, lino, cáñamo y frutas, de todo en pequeña cantidad; y cría ganado cabrío y vacuno, en corto número. Industria: la agrícola. Población: 6 vecinos, 24 almas. Capital productivo: 49.300 reales. Imponible: 3.534. Contribución: 420 reales, 16 maravedíes.
Diccionario geográfico-estadístico-histórico de España y sus posesiones de Ultramar